# MEMZ
O MEMZ Trojan (mais conhecido só por MEMZ) é um malware na forma de um Cavalo de Tróia feito para o Microsoft Windows.
O MEMZ foi originalmente criado por um programador conhecido como "Leurak" para a série Viewer-Made Malware do YouTuber danooct1. Posteriormente, foi apresentado por Joel Jarvisson, em sua série Windows Destruction, que demonstrou o malware em ação no Windows 10 em uma máquina virtual.
O vírus ganhou notoriedade por seu único e complexo sistema de sobrecarga, que se ativa automaticamente um após o outro. Algumas ações do malware incluem mover aleatoriamente o cursor, abrir pesquisas satíricas no Google e também abrir vários programas aleatoriamente (como a calculadora ou o prompt de comando). Muitas partes do vírus são baseadas em Memes da Internet, como por exemplo, o vírus substituir o setor de inicialização com uma animação de Nyan Cat, tornando o sistema inutilizável.
Mais tarde, uma versão chamada MEMZ-Clean foi criada para testes, deixando o usuário decidir o tipo do ataque.

## Sobre
MEMZ é um tipo de malware classificado como cavalo de Tróia, especificamente projetado para o sistema operacional Microsoft Windows. A principal característica do MEMZ é causar danos visuais e perturbações no sistema infectado, como a famosa animação do "Nyan Cat" e outros efeitos gráficos que levam o sistema à instabilidade

## Características do MEMZ
Suas principais características são:
- Bloco de notas: Após ser iniciado, o MEMZ abre um arquivo no bloco de notas com o seguinte texto:

YOUR COMPUTER HAS BEEN FUCKED BY THE MEMZ TROJAN.

Your computer won't boot up again, so use it as long as you can! :D

Trying to kill MEMZ will cause your system to be destroyed instantly, so don't try it :D
- Sobrecarga da memória: O MEMZ consome grande quantidade de memória RAM, tornando o sistema lento e instável.

- Interferência gráfica: Altera os arquivos de configuração gráfica, causando distorções na tela e exibindo animações indesejadas como a famosa do "Nyan Cat".

- Danos em arquivos do sistema: Em alguns casos, pode danificar arquivos importantes do sistema operacional, comprometendo o funcionamento do computador.

- Abertura aleatória de programas: O malware pode abrir diversos programas aleatoriamente, como a calculadora ou o prompt de comando, sobrecarregando o sistema.

- Movimentação aleatória do cursor: O cursor do mouse pode se mover de forma imprevisível pela tela, dificultando a interação com o sistema.

- Pesquisas satíricas no Google: O MEMZ pode abrir automaticamente o navegador e realizar pesquisas com termos aleatórios e sem sentido.

- Alta capacidade de disseminação: O malware pode se espalhar rapidamente através de pendrives, e-mails e outros meios de armazenamento.

- Dificuldade de remoção: Em alguns casos, a remoção do MEMZ pode ser complexa, exigindo a utilização de ferramentas especializadas.[4]

## Remoção
Enquanto o vírus está sendo executado, abra o Prompt de comando com permissão de administrador e digite  taskkill /f /im MEMZ.exe /t .
Caso o vírus substitua o setor de inicialização pela animação do Nyan Cat, o usuário deve usar o Prompt de comando e a ferramenta de reparo de inicialização do Windows para corrigir o setor de inicialização.